# Suono (album)
Suono è il secondo album dal vivo di Eugenio Finardi, pubblicato nel 2008 prodotto da Gianni Salvioni.
È un live di Teatro Canzone, il sottotitolo è "Appunti teatrali e contrappunti di Eugenio Finardi".
È presente in versione CD, con 14 brani del repertorio del cantautore, e in versione DVD, con 28 tracce, di cui undici di introduzione alle canzoni e con l'aggiunta dei brani Musica ribelle, La radio e Favola.
I musicisti che hanno suonato sono Federico Ariano alla batteria, Max Carletti alle chitarre, Paolo Gambino pianoforte e tastiere, Stefano Profeta basso e contrabbasso.

## Tracce
Voglio
Le ragazze di Osaka
Patrizia
Dolce Italia
Un uomo
Laura degli specchi
Katia
Diesel
Vil Coyote
Holyland
Giai Phong
Mezzaluna
Amore diverso
Extraterrestre